# Standerdmolen Boekel
De Standerdmolen aan de Julianastraat in de Nederlandse plaats Boekel (provincie Noord-Brabant), in het verlengde van de Brede Kerkstraat, is een gesloten standerdmolen die is ingericht als korenmolen. Dit is de enige molen in Nederland die een draaiverbod heeft. Dat komt omdat bij aankoop van de molen slechts een gedeelte van de oorspronkelijke molenberg is aangekocht waardoor er een wiek boven een niet verkocht gedeelte hangt. Voor die overhangende wiek is d.m.v. een erfdienstbaarheid een "Recht van Overbouw" gevestigd (geen draai- en/of kruirecht). Daardoor staat de molen al jaren stil.

## Geschiedenis
De molen is midden van de zeventiende eeuw gebouwd door de Hollander Jan van Riemsdijk. De oudste datering is van 1703. De molen is naar Boekel overgeplaatst en kwam in eigendom van Peter Klefas. Deze heeft in 1785 zijn naam in een van de balken gekrast voorzien van het molenaarsteken, de zogenaamde viertaksrijn. 
Vanaf 1830 was de molen eigendom van de familie Van Boerdonk. In 1868 kocht Nicolaas Coppens de molen. Na zijn overlijden in 1879 zette zijn zoon Huub, later met zoon Willem, het bedrijf voort. In 1901 werd door een windhoos de kap van de molen geblazen.
In 1919 kocht Josephus Leonardus Verbeek de molen. Hij had de beltmolen 't Nupke in Geldrop verkocht en vestigde zich met vijf van zijn kinderen in Boekel. Verbeek stamde uit een oude Brabantse molenaarsfamilie. Toen hij in 1928 overleed werd het bedrijf door zijn kinderen voortgezet. Zij besloten in 1930 een petroleummotor van 16 Pk aan te schaffen om te gebruiken in periodes van windstilte. Deze grote eencilindermotor kwam, met een maalstoel, te staan in een aanbouw van het muldershuis. Dit stond ten zuiden van de molen. In het oorlogsjaar 1944 liep de molen tijdens een beschieting zware schade op. Ten slotte was J.C. (Sjef) Verbeek alleen eigenaar en molenaar. Hij maalde in het graanpakhuis, dat ten noordoosten van de molen stond, elektrisch met een Jaspers hamermolen. In 1956 kreeg hij vergunning voor het vergroten van dat pakhuis. Dit had als gevolg dat het in de krui- en draaicirkel kwam te staan van de toen niet meer in gebruik zijnde standerdmolen.
Door de stilstand trad spoedig verval in. De gemeente Boekel wilde de molen behouden voor het nageslacht en kocht hem ten slotte in 1959. Het muldershuis is in 1961 gesloopt om een beter zicht op de molen te verkrijgen. Nadat er langdurig verschil van mening was over de erfdienstbaarheid legde het gerechtshof te 's-Hertogenbosch de gemeente in 1989 een definitief draai- en kruiverbod voor de molen op.
De standerdmolen is in 1961, 1969 en 1989 geconserveerd/gerestaureerd door onder andere molenmaker Beijk uit Afferden. De twee oude (ingekorte) potroeden, die ooit door J.L. Verbeek tweedehands in Zuid-Holland gekocht waren, werden in 1989 vervangen door nieuwe exemplaren en er werd een nieuw koppel stenen aangebracht. Na deze restauraties is de molen maalvaardig, maar als gevolg van het arrest van het gerechtshof mag men niet kruien en/of draaien. De molen staat te boek als 'naamloos'. Sommigen pleiten er voor de altijd naamloos gebleven molen naar Sjef Verbeek te vernoemen, de laatste er werkzame beroepsmolenaar.
In 2010 is een poging gedaan om vergunning te verkrijgen om de molen op rails te zetten met het doel de wieken te kunnen laten draaien boven eigen perceel enkele meters zuidoostelijk van de huidige plek en, als de molen niet hoefde te draaien, weer over de rails terug naar de huidige plek (wat vanuit de Kerkstraat gezien cultuurhistorisch de meest ideale zichtlijn is).
Het plan werd door de gemeenteraad snel van tafel geveegd.
In 2013 is de stichting "De Boekelse Standerdmolen" opgeheven. Zij had onder andere als doelstelling het weer draai- en maalvaardig maken van de molen.
Plannen om de molen enkele meters te verplaatsen zijn anno 2019 niet geëffectueerd omdat er procedures tegen zijn aangespannen.

## Trivia
- Bij kerkelijke plechtigheden mocht de pastoor aan de voet van de molenberg voor de woning van molenaar Verbeek een altaar oprichten.
- Het is waarschijnlijk de enige molen in Nederland die na een gerechtelijke uitspraak niet mag draaien.